# Ferenc de Paula spanyol infáns
Ferenc de Paula (spanyolul: Francisco de Paula; Aranjuez, Spanyol Királyság, 1794. március 10. – Madrid, Spanyol Királyság, 1865. augusztus 13.), Bourbon-házból származó spanyol infáns, Cádiz hercege, ismert szabadkőműves, IV. Károly spanyol király és Parmai Mária Lujza királyné legkisebb gyermeke, II. Izabella királynő nagybátyja, akinek férje a herceg legidősebb fia, Ferenc de Asís herceg lett.

## Ifjúkora

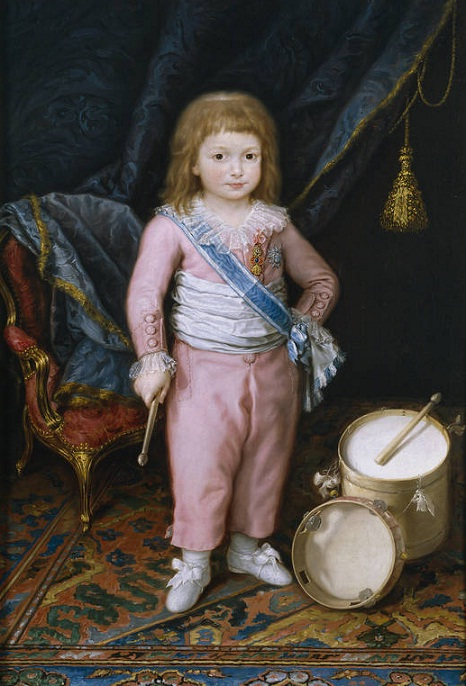
Az ifjú Ferenc de Paula infáns 1791 körül

Ferenc de Paula infáns 1794. március 10-én született az aranjuezi királyi palotában, a Bourbon-ház tagjaként. Teljes neve Ferenc de Paula Antal Mária, spanyolul: Francisco de Paula Antonio María volt. Ő volt IV. Károly spanyol király és Parmai Mária Lujza királyné tizennegyedik, egyben legkisebb gyermeke. Két felnőttkort megélt fivére a későbbi VII. Ferdinánd király és a trónkövetelő Károly Mária Izidor, Molina grófja voltak.
Születésekor szülei már húsz éve házastársak voltak, legkisebb gyermekként édesanyja kedvencének számított. Már a korabeli pletykák is Ferenc de Paula és nővére, Mária Izabella infánsnő valód apjának édesanyjuk szeretőjét, a főminisztert, Manuel Godoyt tartotta. Oktatását a svájci Johann Heinrich Pestalozzi pedagógiai elvei alapján kapta, amely különbözött két fivére neveltetésétől, és amely nézeteket Godoy miniszter próbálta terjeszteni Spanyolországban. Tanulmányait 1808-ban, tizennégy éves korában megszakították a francia invázió okán.

## Utolsó évek
Miután fia, Ferenc de Asís infáns 1846-ban összeházasodott első-unokatestvérével, II. Izabella királynővel, Ferenc de Paula visszatért a spanyol királyi udvarba. Ugyan a királynőnek boldogtalan volt a házassága homoszexuális férjével, nagyon megkedvelte apósát egyben nagybátyját, továbbá Ferenc de Paula egyik leánya, Lujza Terézia infánsnő II. Izabella egyik legközelebbi barátja lett.
Ötvennyolc éves korában, 1852. december 19-én másodjára is megházasodott Madridban. Rangon alul elvette Teresa de Arredondo y Ramirez de Arellano murciai táncosnőt. Keveset tudunk második feleségéről és házasságukról, annyi bizonyos, Teresa sokkal fiatalabb volt férjénél. A párnak egy fia született közvetlenül egy héttel az esküvőt követően, Ricardo María de Arredondo. A fiú 1864-ben megkapta a San Ricardo hercege (spanyolul: Duque de San Ricardo) címet, ugyanakkor csak édesanyja nevét, édesapja után a de Borbón nevet már nem használhatta.
Második házassága tizenkét évig tartott és boldognak bizonyult. Az udvari eseményeken továbbra is gyakran részt vett, ám azokon felesége nélkül. Doña Teresa 1863. december 29-én hunyt el. Kevesebb mint egy évvel második megözvegyülését követően Ferenc de Paula, Cádiz hercege 1865. augusztus 13-án, hatvanegy éves korában végbélrák következtében meghalt. Rangjának megfelelően a San Lorenzo de El Escorial-i királyi kolostorben temették el.

## Házassága és gyermekei

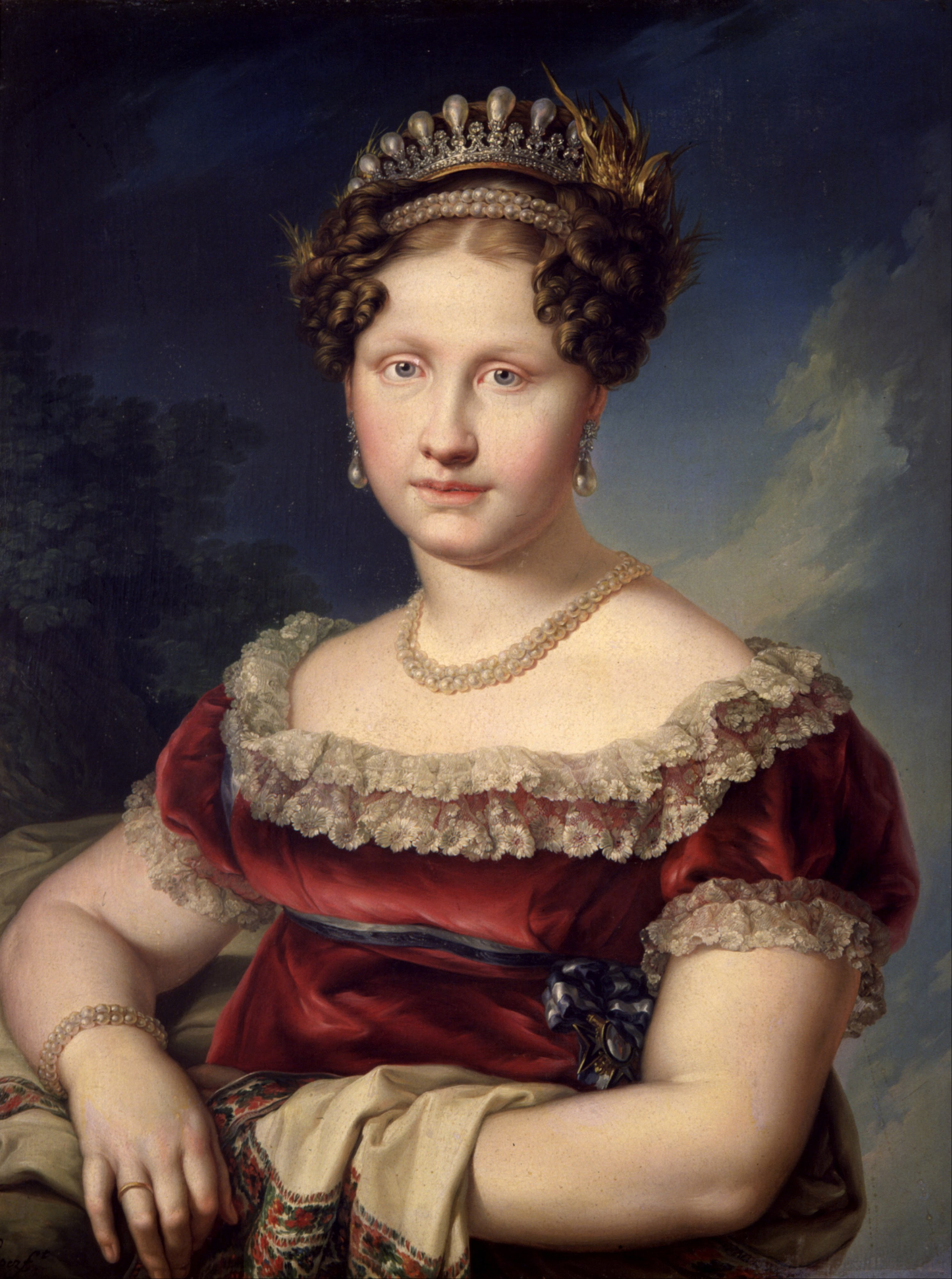
Ferenc de Paula első felesége egyben unokahúga, Lujza Sarolta nápoly–szicíliai királyi hercegnő

Ferenc de Paula herceg kétszer nősült. Első felesége egyben unokahúga, Lujza Sarolta nápoly–szicíliai királyi hercegnő lett. A hercegnő volt I. Ferenc nápoly–szicíliai király és Mária Izabella királyné (Ferenc de Paula nővére) legidősebb gyermeke. A házasságra 1819. június 12-én került sor, Madridban. Kapcsolatukból összesen tizenegy gyermek született:
- Ferenc de Asís infáns (1820. május 6. – 1821. november 15.), gyermekként elhunyt
- Izabella Ferdinanda infánsnő (1821. május 18. – 1897. május 8.), tizenhat éves korában megszökött és morganatikus házasságot kötött lovasoktatójával, Ignacy Gurowski lengyel gróffal. Férjével visszavonultan éltek Brüsszelben, ám testvére, Ferenc de Asís herceg II. Izabella királynővel való házasságát követően a belga udvar elismerte az infánsnőt és Orléans-i Lujza Mária királyné halálát követően a belga királyi udvar első hölgyévé tette. A gróffal való kapcsolatából nyolc gyermeke született.
- Ferenc de Asís Mária, Cádiz hercege (1822. május 13. – 1902. április 16.), első-unokatestvére, II. Izabella spanyol királynő férje lett, ezáltal Spanyolország iure uxoris királya felesége jogán. Ferenc király ismert homoszexuális volt, és bár a párnak tizenkét gyermeke is született, akiket Ferenc végül mind elismert sajátjaiként, gyermekei származását valójában egész életében vitatta. A ma is uralkodó spanyol Bourbon-ház felmenője.
- Henrik, Seville hercege (1823. április 17. – 1870. március 12.), II. Izabella királynő uralkodása alatt forradalmi eszméiről vált ismertté. 1870-ben Antoine d’Orléans herceggel, I. Lajos Fülöp francia király fiával való fegyveres párbaj során vesztette életét. A rangon alul Elena de Castellvi y Shelly-Fernandez de Cordovával kötött házasságából összesen öt gyermeke született.
- Lujza Terézia infánsnő (1824. június 11. – 1900. december 27.), közeli barátja lett unokatestvérének és sógornőjének, II. Izabellának, így ő volt az egyetlen, akinek morganatikus házasságát José María Osorio de Moscoso y Carvajal, Sessa hercegével a királynő engedélyezte. Nem születtek gyermekei.
- Duarte Fülöp infáns (1826. április 4. – 1830. október 22.), gyermekként, négyéves korában elhunyt.
- Jozefina Ferdinanda infánsnő (1827. május 25. – 1910. június 10.), 1848-ban több testvéréhez hasonlóan ő is rangon aluli szerelmi házasságot kötött a forradalmat pártoló politikussal, José Güell y Rentével, ami miatt száműzték az országból és csak 1852-ben térhetett vissza. Nem születtek gyermekei.
- Mária Terézia infánsnő (1828. november 16. – 1829. november 3.), egyéves korában elhunyt.
- Ferdinánd Mária infáns (1832. április 15. – 1854. július 17.), meghalt fiatalon, huszonkét éves korában.
- Mária Krisztina infánsnő (1833. június 5. – 1902. január 19.), hozzáment rokonához, Sebestyén spanyol és portugál infánshoz, akitől öt gyermeke született.
- Amália Filippina del Pilar bajor királyi hercegné (1834. október 12. – 1905. augusztus 27.), 1856-ban összeházasodott I. Lajos bajor király fiával, Adalbert Vilmos bajor királyi herceggel. Legidősebb fiát, Lajos Ferdinánd herceget fivére és II. Izabella királynő harmadik leányához, Mária de la Paz infánsnőhöz adta hozzá.